# Gowap
Gowap è una serie animata francese prodotta da Odec Kid Cartoons Javatoons, TF1, G3 e Hong Ying Universe In Italia il cartone animato è stato trasmesso su Rai 3 nel 2004 all'Interno della Melevisione. La serie è stata tratta dal fumetto omonimo.

## Episodi
1. Le Gowap à la noce
2. La Patrouille de l'espace
3. Le Gowap couve quelque chose
4. Fido libero(Opération Fido)
5. Le Gowap fait sa pub
6. Le Gowap assure
7. Sécession
8. Gowap in fuga(Le Gowap taille la route)
9. C'est pas le pied!
10. Le Gowap se met au vert
11. Touche pas à mon cerisier
12. Divo per un giorno(Que le spectacle continue)
13. Vietato ai Gowap(Interdit au Gowap)
14. Gowap dove sei?(Adieu Gowap)
15. Le Pacte des Gowaps
16. Vote pour moi
17. Gowap da compagnia(Un Gowap de bonne compagnie)
18. Crisi d'identità(Qui suis-je?)
19. Maître Gowap
20. Gara di bici(À bicyclette)
21. L'abito non fa il Gowap(L'habit ne fait pas le moine)
22. Gowap Aquila verde(Gowap un jour, Gowap toujours)
23. Bizut Gowap
24. Style Gowap
25. Babbo Natale per una notte(Père Noël par intérim)
26. Gowap maniac
27. Animalias Gowapitas
28. Hypno-wap
29. La Saison des Gowaps
30. Gowap bebe(Bébé Gowap)
31. La festa dell'amicizia(La Fête des amis)
32. Gowap guardiano del parco(Sécu Gowap)
33. Caccia al tesoro(La Chasse au trésor)
34. La nuit ne porte pas sommeil
35. Gowap gonfiabile(Gowap gonflable)
36. Caccia alla caccia(Chasse à la chasse)
37. Gowap fortunato(Une veine de Gowap)
38. Gowap e la lampada magica(Le Vœu de Gowap)
39. Come i grandi(Comme des grands)
40. Promesse de Gowap
41. Gowap entremetteur
42. L'asso del volante(L'As du volant)
43. Gowap antifurto(Qui vole un Gowap, gowap un bœuf)
44. Gowap benfattore(Un Gowap en or)
45. Banquise les Gowap
46. Campioni!(On est les champions!)
47. Fièvre de Gowap
48. (Le Gowap animé)
49. La banda dei Gowap(La Guerre des Gowaps)
50. Gowap acchiappafantasmi(Opération fantôme)
51. Robinson Gowapé
52. Si je mens...

## Trasmissione
- Rai 3